# Сотниковский сельсовет (Красноярский край)
Сотниковский сельсовет - сельское поселение в Канском районе Красноярского края.
Административный центр - село Сотниково.

## Население
| 2010 | 2012  | 2013  | 2014  | 2015  | 2016  | 2017  |
| ---- | ----- | ----- | ----- | ----- | ----- | ----- |
| 1874 | ↗1921 | ↗1950 | ↗1963 | ↗1978 | ↘1953 | ↘1916 |

## Состав сельского поселения
В состав сельского поселения входят 4 населённых пункта:
| № | Населённый пункт | Тип населённого пункта       | Население |
| - | ---------------- | ---------------------------- | --------- |
| 1 | Арефьевка        | деревня                      | ↗335      |
| 2 | Круглово         | деревня                      | 153       |
| 3 | Сотниково        | село, административный центр | ↗1041     |
| 4 | Шахтинский       | посёлок                      | 345       |

## Местное самоуправление
Сотниковский сельский Совет депутатов
Дата избрания: 14.03.2010. Срок полномочий: 5 лет. Количество депутатов:  10
Глава муниципального образования
- Рыбальченко Михаил Николаевич. Дата избрания: 14.03.2010. Срок полномочий: 5 лет